# 배숙현
배숙현(1969년 3월 30일 ~ )은 롯데 자이언츠에서 뛰었던 전 야구 선수다. 1992년 롯데 자이언츠에 입단하여 그 해 2경기 3이닝 21.00의 평균자책점을 기록하고 은퇴했다.

## 출신 학교
- 배명고등학교
- 경희대학교